# Rock the Nation Tour
Rock the Nation Tour var en turné med Kiss som startade i Perth i Australien i maj 2004. Eric Singer var under turnén tillbaka som trumslagare i bandet. Kiss släppte även en DVD från turnén inspelad i Washington DC.

## Spellista USA
1. Love Gun
2. Deuce
3. Makin' Love
4. Lick It Up
5. Christine Sixteen
6. She
7. Tears Are Falling
8. Got to Choose
9. I Love It Loud
10. Love Her All I Can
11. I Want You
12. Parasite
13. War Machine
14. 100,000 Years
15. Unholy
16. Shout It Out Loud
17. I Was Made for Lovin' You
18. Detroit Rock City
19. God Gave Rock & Roll To You II
20. Rock & Roll All Nite

## Spellista Australien
1. Creatures Of The Night
2. Calling Dr. Love
3. I Pledge Allegiance To The State Of Rock And Roll
4. I Love It Loud
5. Christine Sixteen
6. Tears Are Falling
7. War Machine
8. Lick It Up
9. I Want You
10. Deuce
11. 100,000 Years
12. Unholy
13. Detroit Rock City
14. Shout It Out Loud
15. Love Gun
16. I Was Made For Lovin' You
17. God Gave Rock and Roll To You II
18. Rock And Roll All Nite